# Аюка (Міссісіпі)
Аюка (англ. Iuka) — місто (англ. city) в США, в окрузі Тішомінґо штату Міссісіпі. Населення — 3139 осіб (2020).

## Географія
Аюка розташована за координатами 34°48′27″ пн. ш. 88°11′49″ зх. д. / 34.80750° пн. ш. 88.19694° зх. д. (34.807377, -88.196866).  За даними Бюро перепису населення США в 2010 році місто мало площу 25,12 км², з яких 25,11 км² — суходіл та 0,01 км² — водойми.

### Клімат
| Клімат : Аюка         | Клімат : Аюка | Клімат : Аюка | Клімат : Аюка | Клімат : Аюка | Клімат : Аюка | Клімат : Аюка | Клімат : Аюка | Клімат : Аюка | Клімат : Аюка | Клімат : Аюка | Клімат : Аюка | Клімат : Аюка | Клімат : Аюка |
| Показник              | Січ.          | Лют.          | Бер.          | Квіт.         | Трав.         | Черв.         | Лип.          | Серп.         | Вер.          | Жовт.         | Лист.         | Груд.         | Рік           |
| Середній максимум, °C | 9,4           | 12,2          | 16,7          | 22,2          | 26,1          | 30,0          | 31,7          | 32,2          | 28,9          | 22,8          | 17,2          | 11,1          | 21,7          |
| Середній мінімум, °C  | −2,8          | −1,7          | 2,8           | 6,7           | 12,2          | 16,7          | 18,9          | 18,3          | 13,9          | 6,7           | 2,8           | −1,7          | 7,8           |
| Норма опадів, мм      | 135           | 130           | 150           | 127           | 150           | 107           | 107           | 102           | 107           | 91            | 140           | 173           | 1516          |
| --------------------- | ------------- | ------------- | ------------- | ------------- | ------------- | ------------- | ------------- | ------------- | ------------- | ------------- | ------------- | ------------- | ------------- |
| Джерело: Weatherbase  |               |               |               |               |               |               |               |               |               |               |               |               |               |

## Демографія
Згідно з переписом 2010 року, у місті мешкало 3028 осіб у 1333 домогосподарствах у складі 756 родин. Густота населення становила 121 особа/км².  Було 1547 помешкань (62/км²).
Расовий склад населення:
| - 91,4 % — білих - 6,4 % — чорних або афроамериканців - 0,2 % — корінних американців - 0,2 % — азіатів |

До двох чи більше рас належало 1,2 %. Частка іспаномовних становила 1,8 % від усіх жителів.
За віковим діапазоном населення розподілялося таким чином: 21,3 % — особи молодші 18 років, 54,6 % — особи у віці 18—64 років, 24,1 % — особи у віці 65 років та старші. Медіана віку мешканця становила 44,6 року. На 100 осіб жіночої статі у місті припадало 79,1 чоловіків;  на 100 жінок у віці від 18 років та старших — 74,1 чоловіків також старших 18 років.
Середній дохід на одне домашнє господарство  становив 45 285 доларів США (медіана — 31 684), а середній дохід на одну сім'ю — 57 501 долар (медіана — 38 653). Медіана доходів становила 40 300 доларів для чоловіків та 29 464 долари для жінок. За межею бідності перебувало 20,9 % осіб, у тому числі 28,0 % дітей у віці до 18 років та 10,9 % осіб у віці 65 років та старших.
Цивільне працевлаштоване населення становило 946 осіб. Основні галузі зайнятості: освіта, охорона здоров'я та соціальна допомога — 25,8 %, виробництво — 14,5 %, роздрібна торгівля — 12,9 %, науковці, спеціалісти, менеджери — 12,4 %.